# Апория
Апори́я (греч. ἀπορία «безысходность, безвыходное положение») — вымышленная, логически верная ситуация (высказывание, утверждение, суждение или вывод), которая не может существовать в реальности. Апоретическое (апорийное) суждение фиксирует несоответствие эмпирического факта и описывающей его теории. Апории известны со времён Сократа. Наибольшую известность получили апории Зенона из Элеи.

## Родственные понятия
Следует различать апорию, антиномию, софизм и парадокс.
Антиномия, как правило, фиксирует логическое противоречие между двумя теоретическими суждениями в тезисно-антитезисной форме (наиболее известны антиномии Иммануила Канта).
Софизм при поверхностном рассмотрении кажется истинным, но фактически является ложным высказыванием, уловкой.
Парадокс, в отличие от апории, является ситуацией (высказыванием, утверждением, суждением или выводом), которая может существовать в реальности, но не имеет строго логического объяснения. Парадоксальные ситуации возникают тогда, когда друг другу противоречат либо два эмпирических факта, либо эмпирический факт и некоторое теоретическое суждение.

## Апории Зенона
Современники упоминали 40 апорий Зенона, до нас дошли 9, из них наиболее известны 4, обсуждаемые у Аристотеля:
- «Ахиллес и черепаха»
- «Дихотомия»
- «Летящая стрела»
- «Стадион»

## Апории Евбулида
- Парадокс лжеца
- «Сорит» или «Куча»
- «Плешивый» или «Лысый»